# Betty Hennings
Betty Mathilde Hennings født Schnell (1850–1939) var en dansk skuespillerinde, der først optrådte på Det Kongelige Danske Teater som balletdanserinde, men i 1870 gik over til skuespillerkunsten. Hun særligt kendt for sine roller i stykker af Henrik Ibsen, især som Nora i Et dukkehjem.

## Biografi
Betty Mathilde Schnell blev født den 26. oktober 1850 i København, som datter af skrædderen Stig Jørgen Schnell (1816–70) og hans hustru Regine Sophie Dorothea Schmidt (1819–80). Den 25. juli 1877 giftede hun sig med musikudgiveren og komponisten Henrik Hennings.
Hun uddannede sig som balletdanserinde på Det Kongelige Teater under August Bournonville, der anerkendte hendes talenter og gav hende ledende roller, herunder som Hilde i En folkefortælling og gjorde hende til solodanserinde i 1869. Hendes potentiale blev også bemærket af dramatikeren Frederik Høedt, der opfordrede hende til at blive skuespiller. Hun besluttede at acceptere hans tilbud og foretrak en mere afslappet karriere på scenen frem for en som balletdanser.
Hendes teaterdebut var i 1870, da hun spillede Agnès i Molières Fruentimmerskolen. Senere i karrieren, begyndte hun at optræde i en række af Ibsens skuespil, herunder som Nora i Et dukkehjem, som Hedvig i Vildanden, som titelrollen i Hedda Gabler og som Ellida i Fruen fra Havet. Hun var medvirkende i andre skandinaviske værker, såsom dem af Bjørnstjerne Bjørnson, Holger Drachmann og Gunnar Heiberg, og optrådte i en række andre dramaer, herunder Shakespeares Hamlet, hvor hun optrådte som Ophelia og senere som Gertrude, samt i Schillers Maria Stuart.
Senere i livet fortsatte Hennings med at optræde i Ibsens skuespil og påtog sig mere og mere gennemarbejdede roller. En af hendes senere roller var som Clara i Gustav Wieds Skærmydsler. Ved sin pensionering i 1908 blev hun anerkendt som Det Kongelige Teaters førstedame. Samlet havde hun spillet 170 roller i næsten 3000 forestillinger.
Betty Hennings døde den 27. oktober 1939 i Gentofte.